# Централізована держава
Централізо́вана держа́ва — держава, яка підкорена єдиній центральній владі.
Централізація — це принцип володіння владними повноваженнями, згідно з яким територіальні органи влади у своїй діяльності залежать від центральних органів.
Протилежна система — це самоврядування, в ієрархічній системі це така реорганізація процесів, що відбуваються всередині системи, за якої частина процесів переноситься на вищий (ближчий до кореня) рівень ієрархії, відповідно, при децентралізації — на нижчий (далі від кореня) рівень.

## Історія
Слово «Централізація» увійшло у вжиток у Франції в 1794 році, після Великої французької революції (перевороту), коли лідери Французької Директорії створили нову урядову структуру для управління державою.
У церковних справах існувала й існує централізація, наприклад, у Римо-католицькій церкві, де через усі щаблі католицької ієрархії проходять сувора централізація та субординація.
Наприклад, в економіці, у менеджменті, централізація може означати передачу частини повноважень і обов’язків у частині ухвалення рішень від підлеглих до керівника.
У політиці, в політології зазвичай під централізацією розуміють зосередження державної влади в центрі (на відміну, наприклад, від федералізації, коли частина державної влади та відповідальність за її використання делегується від центру до регіонів (країн, країв)).
В інформатиці (конкретніше, в теорії передачі даних) під централізацією можуть розуміти виділення сервера в мережі, а під децентралізацією — створення таких умов, щоб потреба в сервері відпала, і учасники мережі мали однаковий ранг.
Як приклад можна розглянути популярні інтернет-чати, деякі з яких дотримуються централізації (вимагають виділення окремого сервера, на якому зберігається інформація про поточні процеси в чаті та який організовує обмін даними з клієнтами), а деякі — децентралізації (сервера немає, інформація про поточні процеси в чаті зберігається розподілено на машинах клієнтів і передається, як правило, широкомовними повідомленнями).